# Джаспер Верготе
Джаспер Верготе (14 січня 1992, Варсенаре) — бельгійський футбольний арбітр. Арбітр ФІФА та УЄФА з 2022 року. З 2019 року судить матчі в Лізі Жупіле.

## Суддівська кар'єра
10 серпня 2019 року Вергуте провів свій перший матч у Лізі Жупіле. Під час матчу між «Ейпен» і «Васланд-Беверен» (1–1) арбітр тричі показав жовту картку.
У єврокубках він дебютував 25 липня 2023 року під час матчу між «Нью-Сейнтс» та «Свіфт Есперанж» у попередньому раунді Ліга конференцій УЄФА. Гра завершилася з рахунком 1–1, а Верготе показав п'ять жовтих карток.
Свій перший міжнародний матч на рівні збірних команд відсудив 8 червня 2024 року, коли Швеція програла Сербії з рахунком 0–3 завдяки голам Сергія Мілінковича-Савіча, Александра Мітровича та Душана Тадича. Під час цього матчу Верготе показав жовту картку шведам Ісаку Хієну та Нікласу Еліассону та сербам Ніколі Міленковічу, Страхіні Павловичу та Саші Лукічу.

## Міжнародні матчі
| Дата              | Місце          | Матч                 | Рузультат | Турнір             | ЖК | YK · YK · RK | RK |
| ----------------- | -------------- | -------------------- | --------- | ------------------ | -- | ------------ | -- |
| 7 червня 2024     | Сольна, Швеція | Швеція — Сербія      | 0 — 3     | Товариський        | 5  | 0            | 0  |
| 17 листопада 2024 | Осло, Норвегія | Норвегія — Казахстан | 5 — 0     | Ліга націй 2024/25 | 2  | 0            | 0  |